# Bergsöe
För andra betydelser, se Bergsøe.
Boliden Bergsöe, tidigare Paul Bergsöe & son, är ett återvinningsföretag i Landskrona, som grundades 1902 i Danmark av Paul Bergsøe. År 1942 grundades fabriken i Landskrona, som nu återvinner blybatterier (främst bilbatterier). Företaget, som förvärvades av Boliden AB 1979, är det enda i sitt slag i Norden.
Anläggningen i Landskrona återvinner bly ur fyra miljoner blybatterier per år, vilket ger 50 000 ton. Det mesta säljs till batteritillverkare, men också bland annat  för skydd mot joniserad strålning inom sjukvården och som ammunitionstråd till patrontillverkning.